# Nykyforowe
Nykyforowe (ukrainisch Никифорове; russisch Никифорово Nikiforowo) ist eine Siedlung städtischen Typs im Osten der Ukraine in der Oblast Donezk mit etwa 350 Einwohnern.

## Geographie
Die Siedlung städtischen Typs liegt im Donezbecken, etwa 69 Kilometer östlich vom Oblastzentrum Donezk und 8 Kilometer östlich vom Stadtzentrum von Snischne, zu dessen Stadtkreis sie zählt, entfernt.
Der Ort liegt innerhalb Stadt Snischne in der Siedlungsratsgemeinde Hirnyzke (2 Kilometer westlich gelegen), nördlich des Ortes verläuft die Grenze zur Oblast Luhansk (Rajon Antrazyt).

## Geschichte
Nykyforowe entstand schon vor dem Ersten Weltkrieg, er erhielt 1957 den Status einer Siedlung städtischen Typs und ist seit Sommer 2014 im Verlauf des Ukrainekrieges durch Separatisten der Volksrepublik Donezk besetzt.